# Луїза Касаті
Луїза Касаті (італ. Luisa Casati Stampa di Soncino, Marchesa di Roma, уроджена Luisa Adele Rosa Maria Amman, 23 січня 1881, Мілан — 1 червня 1957, Лондон) — італійська аристократка, власниця літературного салону, колекціонер живопису та тварин, фатальна красуня, модель, муза художників, меценатка, покровителька образотворчих мистецтв. Графиня (до 1900), маркіза (з 1900).

## Життєпис
Луїза — наймолодша з двох доньок багатого бавовноторгівця Альберто Аммана, вихідця з Австрії. Її мати Лючія Амман — напівіталійка, напівавстрійка. Батько отримав від короля Умберто І титул графа.
Дитинство провела у Мілані. Втратила матір у тринадцятирічному віці, за два роки помер батько. Луїза та її сестра стали найбагатшими спадкоємцями Італії, опіку над ними взяв їхній дядько Едуардо Амман.

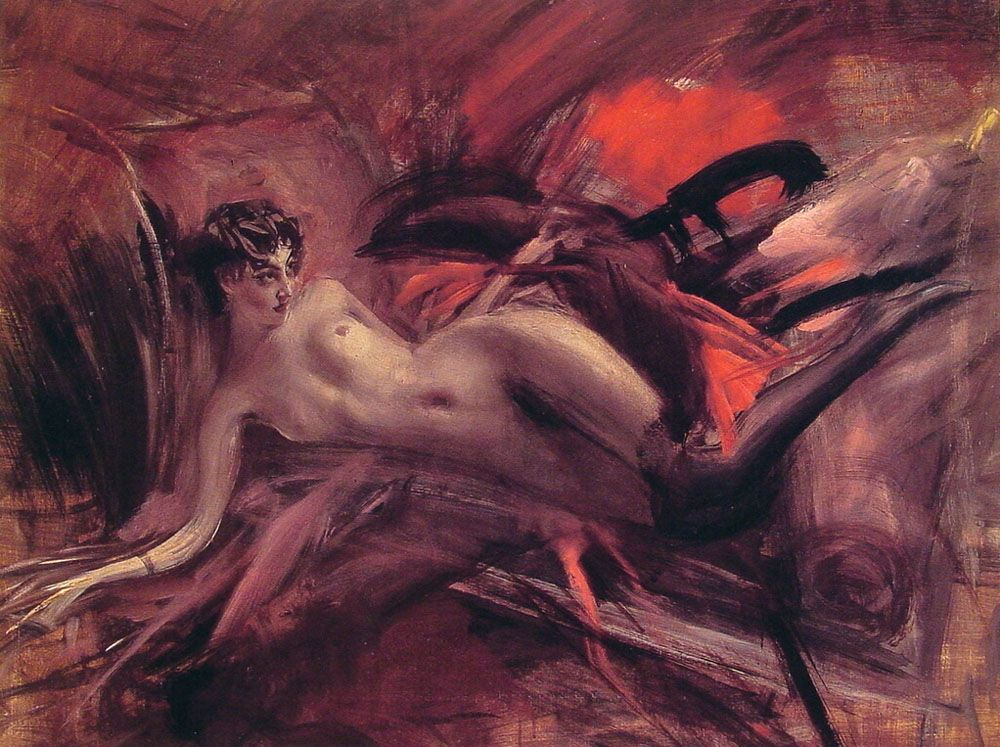
Джованні Болдіні. Оголена, що лежить

У 1900 році вийшла заміж за Камілло Козаті Стампа ді Сончино, маркіза ді Рома (1877—1946), народила від нього доньку Крістіну (1901—1953). Після цього подружжя жило окремо (розлучилися 1914 року, розлучення оформили лише 1924 року).
Паралельно розвивалися відносини Луїзи з Габріеле д'Аннунціо, відомим у ті роки поетом. У 1910 році маркіза оселилася у Палаццо Веньєр дей Леоні на Гранд-Каналі у Венеції (тепер тут розміщується Колекція Пеггі Гуггенхайм) і відреставрувала його.
Протягом трьох десятиліть будинок маркізи Касаті був одним із центрів європейського суспільства, обраного кола письменників, художників, акторів. Вона подорожувала світом, відвідувала Париж, Лондон, Індію, Капрі, Рим, Мюнхен.
Збирала екзотичних тварин та шокувала венеційців, виходячи на прогулянку з двома гепардами та носячи живих змій замість прикрас. Влаштовувала бали прямо на площі Сан-Марко. У 1913 році здійснила камінг-аут, визнавши свою бісексуальність.
Була відомим меценатом, підтримувала Філіппо Томмазо Марінетті, Альберто Мартіні, Джованні Больдіні, Артура Рубінштейна та багатьох інших митців. Її неймовірна розкіш та екзотика її званих вечорів обросли легендами.
Багато хто вважає, що світський образ Луїзи складався під впливом Крістіни Трівульціо, княгині Бельджойзо, про яку говорили, що вона захоплюється чорною магією. Луїза навіть назвала Крістіною свою доньку, яка народилася 1901 року.

## Коло шанувальників
Серед її шанувальників і коханих були Габріеле д'Аннунціо, Маринетті, Роберт де Монтеск'ю, Жан Кокто. Її портрети писали і творили Джованні Болдіні, Огастес Джон, Джакомо Балла, Сулоага, Ігнасіо Ігнасіо Сулоага, Павло Трубецькой, Джейкоб Епстайн, Ромейн Брукс, Кес ван Донген, Леон Бакст, Етьєн Дріан, її фотографував Ман Рей. За чутками, була прототипом Ізабелли Інгірамі, героїні роману д'Аннунціо Може бути — так, може бути — ні (1910), а також Ла Казінелі (La Casinelle) з двох творів Мішеля Жоржа-Мішеля, Dans la fete de Venise (1922) та Nouvelle Riviera (1924). Їй присвячені сторінки у спогадах Фелікса Юсупова і Айседори Дункан, що танцювала в її палаці і була її подругою. Було написано 130 портретів Луїзи Касаті. На одному з її прийомів, де були присутні Сергій Дягілєв і Вацлав Ніжинський, стався наступний випадок:

Після двох келихів вина Дункан запросила Ніжинського на вальс. «Так, — промовила вона після танцю. — Шкода, що цей хлопчик не зустрівся мені, коли йому було років зо два. Я навчила його б танцювати». Закінчився прийом сваркою. Д'Аннунціо, підійшовши до Ніжинського, запропонував: «Станцюйте що-небудь для мене!» У відповідь великий танцівник не розгубився: «А ви напишіть щось для мене!»

Її образом надихалися Теннессі Вільямс та Джек Керуак. Вбрання для неї створювали Леон Бакст та Пабло Пікассо, вона опікувалася модельєрами Маріано Фортуні та Полем Пуаре . Її девізом були слова: Я хочу стати живим витвором мистецтва (I want to be a living work of art).
Очевидно, символістська картина Чезаре Саккаджі да Тортона «Королева Семіраміда» явно відсилає до маркізи Касаті, яка, як і зображення легендарної цариці Вавилона, часто з'являлася на публіці з тваринами на повідку.

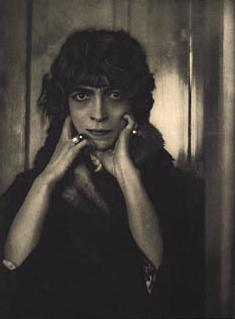
Адольф де Меєр. Фотопортрет Луїзи Касаті, бл.1920 року

## Пізні роки та смерть
Втративши багатство, обтяжена боргами (до 1930 року її особистий борг становив 25 млн доларів), Луїза Касаті була змушена продати свій палац з усім майном. Серед інших покупців на аукціоні була Коко Шанель. Після цього Луїза Касаті переїхала до Лондона, де жила її донька Крістіна. Довгі роки провела досить скромно в однокімнатній квартирі, за підтримки колишніх друзів. Її поховали на багатому Бромптонському цвинтарі в районі Кенсінгтон — Челсі, у західній частині Лондонського центру. На могильному камені були вибиті рядки з шекспірівського Антонія і Клеопатри: Age cannot wither her, nor custom stale / Her infinite variety (Її різноманіттям немає кінця / Перед нею безсилі вік і звичка). Одна з пізніше виданих книг про Луїзу була названа «Infinite Variety».

## Пізніше визнання
- Персонажів, заснованих на образі та долі Луїзи Касаті, втілювали Вів'єн Лі у п'єсі «Ла Контесса» (1965) та Інгрід Бергман у фільмі « Справа часу[en]» (1976). Її чари прагнули відтворити актриси Теда Бара, Таллула Бенкхед, Валентина Кортезе .
- У 1998 році модельєр Джон Гальяно надихався маркізою Касаті під час створення весняно-літньої колекції будинку Christian Dior . Сукні з цієї колекції були виставлені у відділі Інституту моди Музею мистецтва Метрополітен. Луїза Касаті стала музою для іншого ансамблю Гальяно, створеного для колекції будинку Dior «Bal des Artistes» осінь-зима 2007—2008.
- На честь маркізи Касаті отримав свою назву лейбл одягу високого класу Marchesa, створений британськими дизайнерами Джорджиною Чапман та Керен Крейг.
- У травні 2009 року Карл Лагерфельд дебютував зі своєю колекцією Chanel Cruise 2010 року на Лідо у Венеції, для якої Касаті знову стала головною музою. У лютому 2016 року лондонський дизайнер Омар Мансур представив свою осінньо-зимову колекцію Casati на Тижні моди в Лондоні та на Тижні моди в Парижі.

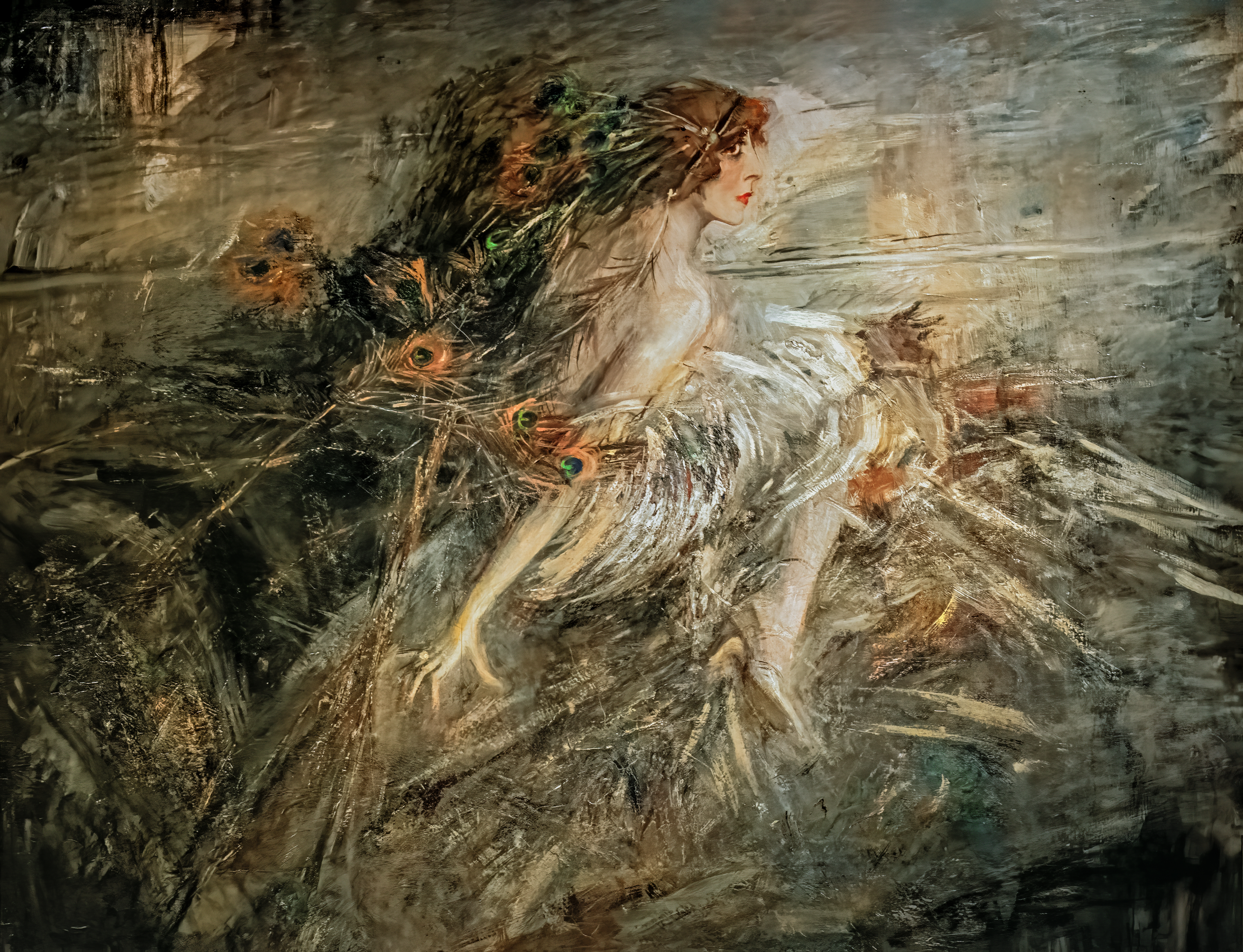
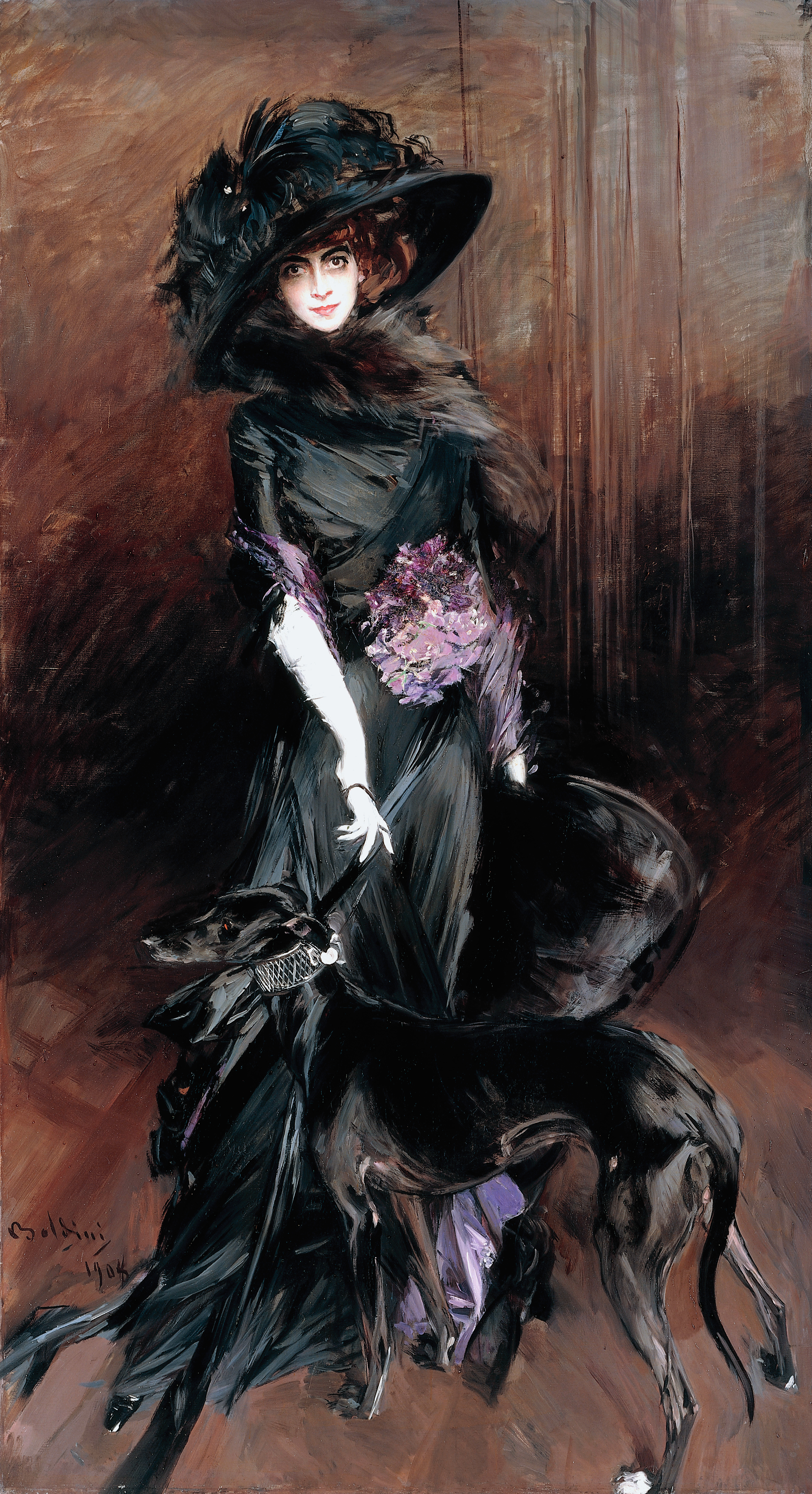
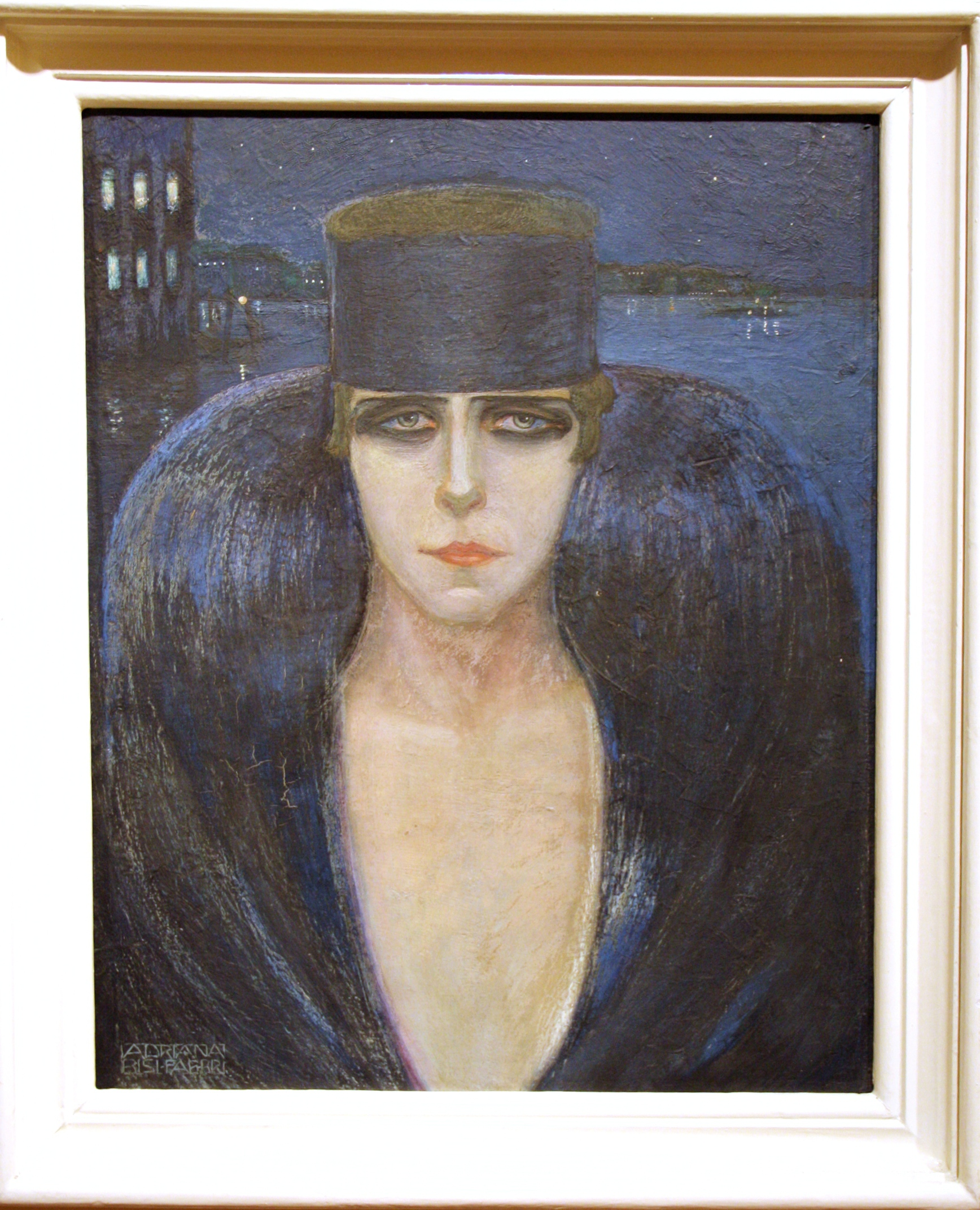
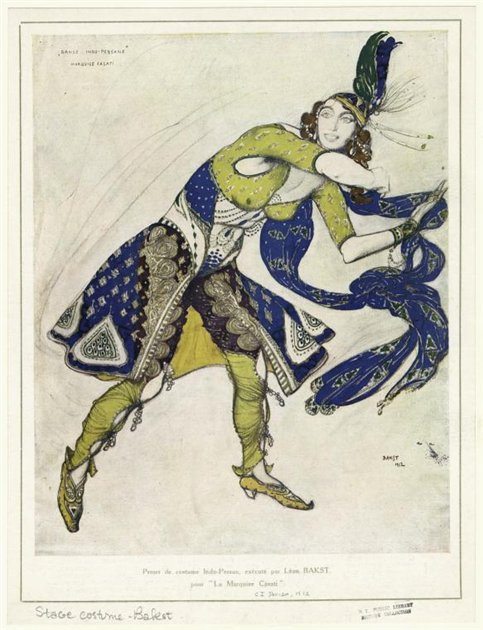
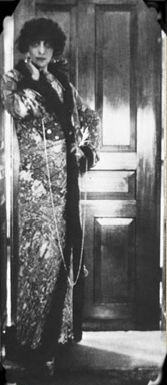
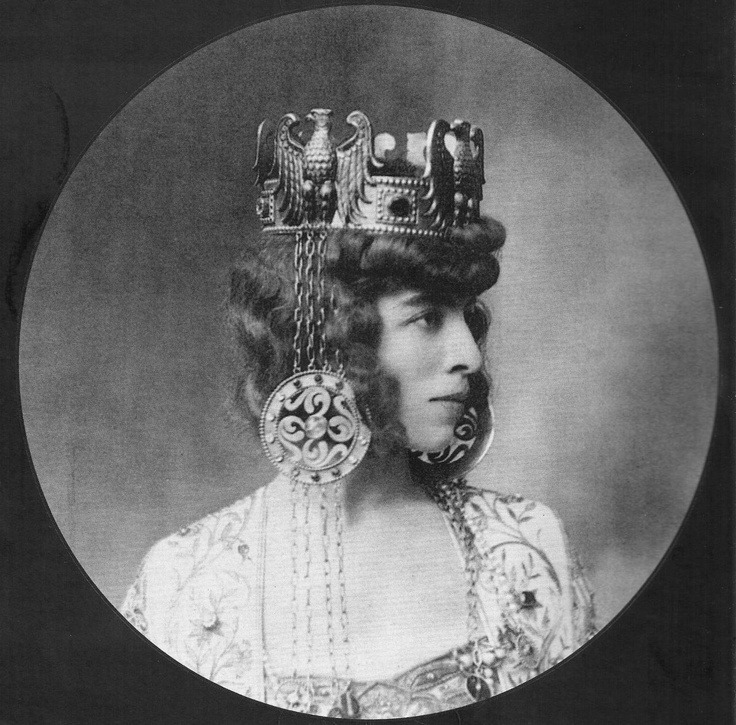
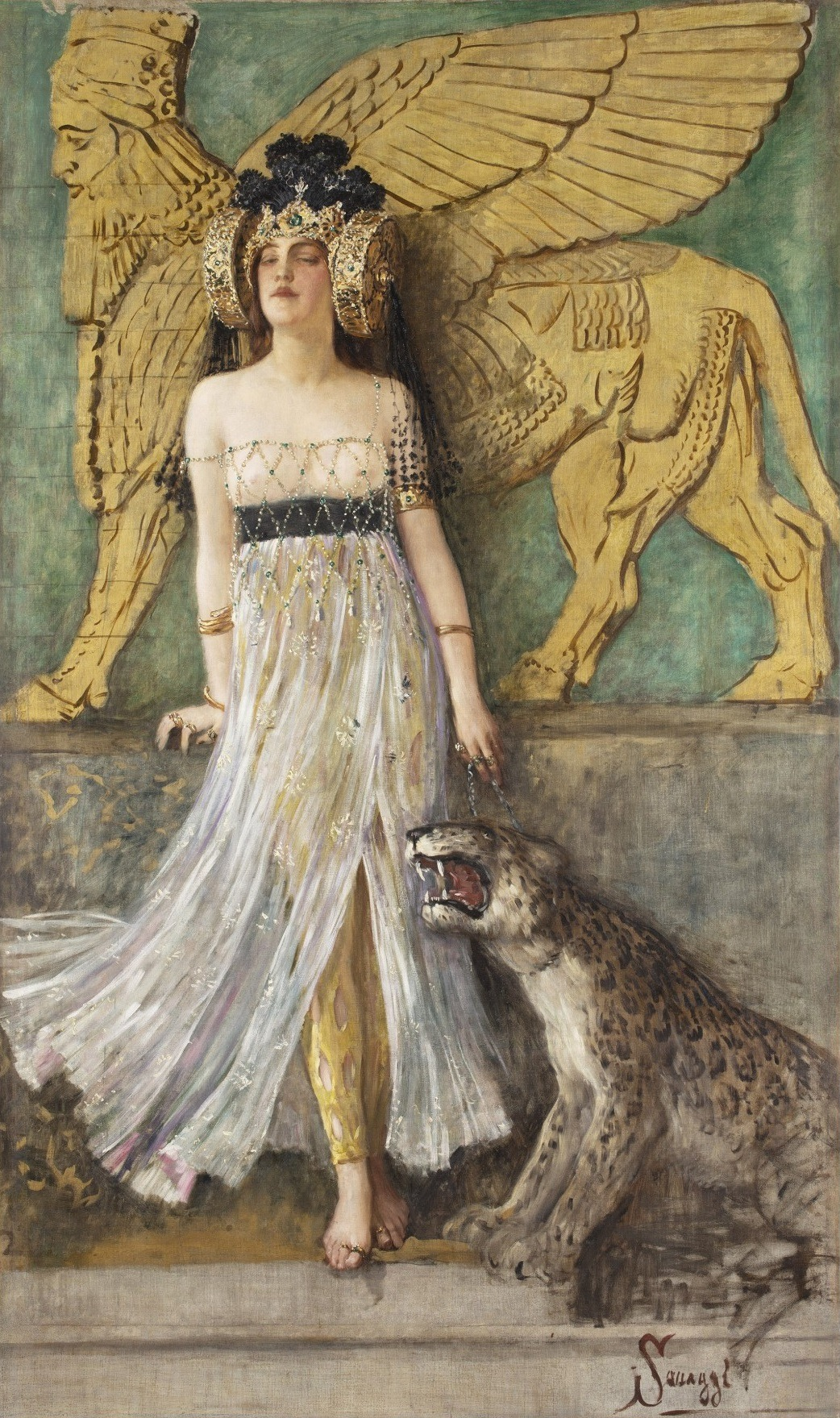
Королева Семіраміда, робота Чезаре Саккаджі, явно натхненна маркізою Касаті.